# A Escola
A Escola (portugiesisch: Die Schule) ist ein Drama, geschrieben von Miguel M. Abrahão, das im Jahr 1983 in Brasilien veröffentlicht und erstmals aufgeführt wurde. Das Geschichtsdrama ist sein bekanntestes Bühnenwerk, zu dem er 2007 eine Romanfassung veröffentlichte.

## Handlung
Die Handlung des Buches spielt in den 1930er-Jahren während der Diktatur der Regierung Getúlio Dornelles Vargas. „Professor Bolivar Bueno“, mit gefährlichen Ideen für die Epoche, in der er lebte, übt eine starke emotionale Kontrolle über die Schüler der konservativen Grundschule „Wolfgang Schubert“. Er bekämpft die Intrigen des Direktors, „Reverend Otto Stockhausen“, und seiner Assistentin, dem Fräulein Catarina.
Im Jahr 2005 hat der Autor das Theaterstück als Roman umgeschrieben und mit neuer Einleitung 2007 veröffentlicht. Im Roman erweitert Abrahão den historischen Hintergrund um die Themen der konstitutionalistischen Revolte im São Paulo Jahre 1932, Konflikt zwischen Kommunismus und Faschismus und über die kommunistische Verschwörung von 1935.